# جيليانا
جيليانا " (Jeliana) فرقة موسيقية مصرية أسسها جمال عراقي مع اخيه يحيى عراقي وظهرت في التسعينيات حوالي سنة 1995 وكانت تضم (مروة وسماح وراندا وأحمد ويحيي عراقي وجمال عراقي) وانتهت باعتزال مروة وراندا وسماح وأحمد للفن.
```
وكان أعضاء فرقة جيليانا ضمن فريق حميد الشاعرى التي ظهرت في التسعنيات وانتهت باعتزالهم أو استقلال كل فنان بنفسه وانتاج البوم خاص به ومن هؤلاء الفنان يحى عراقي وجمال عراقي ومن أشهر الاغاني له عوالي يا ومن المعروف ان الموسيقار يحيى عراقي مدرس بكلية التربية الموسيقيه اما شقيقه جمال يقيم الآن في زيورخ بسويسرا.
```

## ألبومات الفرقة
- كل شئ
- الحب حكايتي
- عاتبيني

## وصلات خارجية
- (بالعربية)  فرقه جيليانا